# Complementación α
La complementación es un fenómeno que se da cuando en un gen, dos alelos mutantes dan origen a un individuo normal, sin mutantes. En este caso, esta complementación nos sirve para poder distinguir bacterias que han incorporado un plásmido con inserto de las que han incorporado un plásmido sin inserto. En este caso se da en plásmidos modernos de la serie pUC, como pUC18 y pUC19 (con 2686pb cada uno).
Estos tienen un marcador seleccionable (resistencia a ampicilina) que hace que, las bacterias que lo portan, se puedan distinguir de las que no lo portan al poner ambas estirpes en un medio con ampicilina. Sin embargo, necesitamos distinguir las bacterias que han incluido el plásmido unido covalentemente al inserto.

Los vectores plasmídicos de la serie pUC tienen otro marcador seleccionable, el segmento lacZ' del gen LacZ que codifica el péptido α de la β-galactosidasa, cuyo monómero es inactivo pero que funciona en tetrámeros. Esta enzima degrada la lactosa, sin embargo, podemos utilizar otro sustrato llamado X-gal que al degradarse (oxidarse) rinde un producto azul.

La β-galactosidasa tiene dos fragmentos mutantes, α y ω, que se unen formando una estructura similar al monómero silvestre y por tanto también pueden degradar X-gal y rendir producto azul. De esta forma, podemos decir que el gen lacZ tiene 3 alelos
| Alelo del gen lacZ | Producto proteico | Aminoácidos en total | Aminoácidos ausentes |
| ------------------ | ----------------- | -------------------- | -------------------- |
| lacZ               | β-galactosidasa   | 1024                 | 0                    |
| lacZ'              | Péptido α         | 59 o 146             | Del 60 al 1024       |
| lacZΔM15           | Péptido ω         | 993                  | Del 11 al 41         |

De esta forma en una estirpe mutante de Escherichia coli lacZΔM15 se producirán los péptidos ω y si se ha insertado el plásmido pUC18 o pUC19 lacZ' se producirán los péptidos α. Un péptido α, al unirse a un péptido ω forma, como ya hemos dicho, una estructura similar al monómero silvestre de la β-galactosidasa y al unirse cuatro de estos grupos encontraríamos una enzima (octómero) capaz de degradar el X-gal (5-Bromo-4-cloro-3-indolil-β-D-galactósido) y rendir un producto azul (5,5'-Dibromo-4,4'-dicloroindigo) por lo que se puede observar que han introducido el plásmido.
Los plásmidos pUC19 y pUC18 tienen el sitio de clonación múltiple dentro del gen lacZ', por lo que la presencia de un inserto (que nosotros hemos metido en el sitio de clonación múltiple) impedirá la síntesis del péptido α. De esta forma no se podrá unir al péptido ω y no habrá β-galactosidasa funcional, obteniéndose así colonias de E. coli blancas, que serán las interesantes para nuestro estudio, ya que contienen el inserto.

Este operón necesita un inductor IPTG para la transcripción del gen.